# Francisca Alegría
Francisca Andrea Alegría Zenteno (Viña del Mar, 29 de julio de 1985) es una guionista, directora de cine y montajista chilena.

## Carrera profesional
Nacida y criada en Chile, decidió estudiar Dirección Audiovisual en la Pontificia Universidad Católica de Chile. Realizó un intercambio académico en la Universidad de Columbia, ubicada en Nueva York. Allí se adentró en el cine experimental y, motivada por ello, escribió y dirigió el corto Of Her I Sing, producido por Paul Portuges. El mismo año, en 2010, recibió un premio Corwin por el guion del largometraje Dirt in the Mouth. Nuevamente en su país natal, fue guionista y directora del cortometraje Sobre la mesa, su trabajo de fin de grado, que se integró en el catálogo de varios festivales cinematográficos internacionales y compitió en el Festival Internacional de Cine de Valdivia.
En 2011 fue seleccionada para el Campus de Talento de Buenos Aires y realizó un videoclip para la cantante pop Francisca Venezuela. Al año siguiente, entró en el máster de Bellas Artes en guion y dirección de la misma Universidad de Columbia. Se graduó en mayo de 2016 con Y todo el cielo cupo en el ojo de la vaca muerta como proyecto final, mentorizada por Eric Mendelsohn.
En 2017 su obra Y todo el cielo cupo en el ojo de la vaca muerta recibió el premio del jurado al mejor cortometraje en el Festival de Cine de Sundance. La realizadora Shirley Kurata, al comunicarle la decisión del jurado del que formaba parte, la alentó a lanzarse a la dirección de un largometraje. Cinco años más tarde, en 2022, presentaría su ópera prima en el mismo festival, titulada La vaca que cantó una canción hacia el futuro. El primer cortometraje citado también le mereció el premio al mejor cortometraje latinoamericano del Festival Internacional de Cine de Miami y fue seleccionado para otros festivales, como el de Telluride, el de Toronto y el de Nueva York.

## Vida personal
Es la pareja sentimental de la actriz Fernanda Urrejola, haciendo público su vínculo en 2020 a través de una publicación en Instagram. Al año siguiente, en el programa de televisión De tú a tú, declararon que se habían comprometido. Actualmente, viven juntas en la ciudad estadounidense de Los Ángeles.

## Filmografía
| Año  | Título                                           | Referencias |
| ---- | ------------------------------------------------ | ----------- |
| 2010 | Of Her I Sing                                    | [ 3 ]       |
| 2010 | Dirt in the Mouth                                | [ 3 ]       |
| 2010 | Sobre la mesa                                    | [ 6 ]       |
| 2015 | Agua en la boca                                  | [ 6 ]       |
| 2017 | Y todo el cielo cupo en el ojo de la vaca muerta | [ 4 ]       |
| 2021 | El arrullo de la bestia                          | [ 7 ]       |
| 2022 | La vaca que cantó una canción hacia el futuro    | [ 4 ]       |
| TBA  | Alba                                             | [ 8 ]       |

| Año | Título                   | Referencias |
| --- | ------------------------ | ----------- |
| TBA | La casa de los espíritus | [ 2 ]       |

| Año  | Título        | Artista              | Referencias |
| ---- | ------------- | -------------------- | ----------- |
| 2011 | En mi memoria | Francisca Valenzuela | [ 6 ]       |